# Jacobsoniidae
A Jacobsoniidae a rovarok (Insecta) osztályában a bogarak (Coleoptera) rendjébe, azon belül a mindenevő bogarak (Polyphaga) alrendjébe tartozó kis fajszámú, bizonytalan rendszertani helyzetű család. Mind a lárvák, mind a kifejlett rovarok fakéreg alatt, korhadó fában, denevérürülékben fordulnak elő.

## Elterjedésük
3 nembe sorolt kb. 20 ismert fajuk Észak- és Közép-Amerikában, néhány atlanti-óceáni szigeten, Óceániában és Új-Zélandon található meg.

## Felépítésük
Apró (0,65-0,9 mm) termetű, sima testfelületű, karcsú bogarak. Fejük meglehetősen nagy és széles, szemük kis méretű. Csápjuk 10 ízű, vége felé kiszélesedik, enyhe bunkót alkothat. Előtoruk hosszabb, mint amilyen széles; hátrafelé általában elszűkülő. Szárnyfedőjük az egész potrohot lefedi, a közepén a legszélesebb, rajta sokszor mély barázdák találhatóak. Lábaik meglehetősen rövidek, vékonyak; lábfejük 2-3 ízű.

## Rendszertani felosztásuk
Derolathrus (Sharp in Sharp & Scott, 1908) nem
Derolathrus atomus (Sharp, 1908)
Derolathrus anophthalmus (Franz, 1969) - Kanári-szigetek
Derolathrus ceylonicus (Sen Gupta, 1979)
Derolathrus insularis (Dajoz, 1973)
Derolathrus parvulus (Rücker, 1983) - Madeira
Derolathrus sharpi (Grouvelle in Grouvelle & Raffray, 1912)
Derolathrus troglophilus (Sen Gupta, 1979)
Sapophagus (Sharp, 1886) nem 
Sapophagus minutus (Sharp, 1886) - Új-Zéland
Sarothrias (Grouvelle, 1918) nem 
Sarothrias amabilis (Silpinski & Löbl, 1995) - Malajzia
Sarothrias audax (Silpinski & Löbl, 1995) - Maluku-szigetek
Sarothrias bournei (Slipinski, 1986)
Sarothrias crowsoni (Löbl & Burckhardt, 1988)
Sarothrias dimerus (Heller, 1926)
Sarothrias eximius (Grouvelle, 1918)
Sarothrias fijianus (Löbl & Burckhardt, 1988)
Sarothrias hygrophilus (Pal, 1998)
Sarothrias indicus (Dajoz, 1978)
Sarothrias lawrencei (Löbl & Burckhardt, 1988)
Sarothrias morokanus (Poggi, 1991)
Sarothrias pacificus (Silpinski & Löbl, 1995) - Új-Kaledónia
Sarothrias papuanus (Slipinski, 1986)

## Fordítás
- Ez a szócikk részben vagy egészben  a   Jacobsoniidae című norvég Wikipédia-szócikk fordításán alapul.  Az eredeti cikk szerkesztőit annak laptörténete sorolja fel. Ez a jelzés csupán a megfogalmazás eredetét és a szerzői jogokat jelzi, nem szolgál a cikkben szereplő információk forrásmegjelöléseként.